# Camila Mendes
Camila Carraro Mendes (Charlottesville, 29 de junho de 1994) é uma atriz e cantora norte-americana, que ficou conhecida por dar vida a personagem Veronica Lodge na série de drama adolescente Riverdale, pela qual ganhou o Teen Choice Award de 2017.
Mendes fez a transição de sua carreira para o cinema, assumindo papéis coadjuvantes em The New Romantic (2018), O Date Perfeito (2019), Palm Springs (2020) e Mentiras Perigosas (2020). Desde então, desempenhou papéis principais no filme de comédia negra Do Revenge (2022), e nas comédias românticas Upgraded (2024) e Música (2024), atuando também como produtora executiva das duas últimas.

## Biografia
Camila nasceu em Charlottesville, Virgínia, nos Estados Unidos, filha de pais brasileiros, Gisele e Victor Mendes. Sua mãe é de Porto Alegre, Rio Grande do Sul, enquanto seu pai é de Brasília, Distrito Federal. Ela tem uma irmã mais velha. Camila se mudou muitas vezes enquanto crescia (16 vezes), mas passou a maior parte de sua infância na Flórida e morou por um ano em Brasília quando tinha 10 anos. Volta ao Brasil anualmente para visitar os parentes, com quem conversa em português.
Em maio de 2016, Camila se formou na Escola das Artes Tisch da Universidade de Nova Iorque. Enquanto estava lá, ela também se tornou amiga da cantora Maggie Rogers. Em 2018, Mendes apareceu no videoclipe da música "Give a Little" de Rogers.

## Carreira
Seu primeiro trabalho como atriz foi em um comercial publicitário da IKEA. Em de 2016, Mendes foi escolhida para interpretar Veronica Lodge, uma aluna do segundo ano do ensino médio no drama adolescente Riverdale, da The CW, uma série de televisão americana baseada nos personagens da Archie Comics. Na época, Mendes era representada pela agência Carson Kolker Organization, mas meses depois mudou para a CAA.
Mendes apareceu como capa da Women's Health em dezembro de 2017 e como capa da Cosmopolitan em fevereiro de 2018. Ela fez sua estreia no cinema como Morgan em The New Romantic, que estreou no Festival SXSW em março de 2018. No mesmo mês, Mendes se juntou o elenco da comédia romântica The Perfect Date ao lado de Laura Marano e Matt Walsh. O filme foi lançado na Netflix em 12 de abril de 2019.
Em 2020, ela apareceu na comédia/ficção científica aclamada pela crítica Palm Springs, que estreou no Festival Sundance de Cinema e foi lançado no mês de julho no Hulu. Em setembro de 2022, protagonizou ao lado de Maya Hawke o filme de comédia sombria da Netflix, Do Revenge. Em fevereiro de 2024, Mendes estrelou como Ana Santos, uma ambiciosa estagiária do mundo da arte no filme de comédia romântica do Amazon Prime, Upgraded. Já em abril, ela estrelou outra comédia romântica, intitulado Música, o filme estreou no South by Southwest.

## Vida Pessoal
Mendes afirmou que ela foi "drogada por alguém e agredida sexualmente" durante seu tempo na NYU, o que a inspirou a fazer uma tatuagem acima de sua costela dizendo "to build a home".
Mendes namorou o fotógrafo e diretor Ian Wallace de 2013 a 2017. Em outubro de 2018, começou a namorar o ator Charles Melton, com quem contracenou em Riverdale; porém eles se separaram em dezembro de 2019. Em 2023, ela revelou que estava namorando o também ator e personalidade da internet, Rudy Mancuso.

## Filmografia

### Filmes
| Ano  | Título                  | Personagem     | Notas                           |
| ---- | ----------------------- | -------------- | ------------------------------- |
| 2018 | The New Romantic        | Morgan Cruise  |                                 |
| 2019 | The Perfect Date        | Shelby Pace    |                                 |
| 2019 | Coyote Lake             | Ester          |                                 |
| 2020 | Palm Springs            | Tala           |                                 |
| 2020 | Mentiras Perigosas      | Katie Franklin |                                 |
| 2022 | Do Revenge              | Drea Torres    |                                 |
| 2024 | Upgraded                | Ana Santos     | Também como Produtora Executiva |
| 2024 | Música                  | Isabella       | Também como Produtora Executiva |
| 2025 | Idiotka                 | Nicol Garcia   | Produtora                       |
| 2026 | Masters of the Universe | Teela          | Filmando                        |

### Televisão
| Ano       | Título               | Personagem               | Notas                                   |
| --------- | -------------------- | ------------------------ | --------------------------------------- |
| 2017–2023 | Riverdale            | Veronica Cecilia Lodge   | Papel principal                         |
| 2017–2023 | Riverdale            | Hermione Apollonia Gomez | Episódio: “O Clube da Meia-noite”       |
| 2020      | Day by Day           | Grace (voz)              | Episódio: "Fallin' Rain"                |
| 2020      | Os Simpsons          | Tessa Rose (voz)         | Episódio: "The Hateful Eight-Year Olds" |
| 2020      | Dear Class of 2020   | Ela mesma                | Especial de televisão                   |
| 2020      | Celebrity Substitute | Ela mesma                | Websérie                                |
| 2021–2022 | Fairfax              | Melody (voz)             | Papel principal                         |

### Vídeos musicais
| Ano  | Título          | Artista(s)                                          | Papel     |
| ---- | --------------- | --------------------------------------------------- | --------- |
| 2018 | "Give a Little" | Maggie Rogers                                       | Dançarina |
| 2018 | "Side Effects"  | The Chainsmokers com a participação de Emily Warren | Riley     |

## Prêmios e indicações
| Ano  | Prêmio                 | Categoria                   | Nomeação  | Resultado | Ref.          |
| ---- | ---------------------- | --------------------------- | --------- | --------- | ------------- |
| 2017 | Teen Choice Awards     | Choice Scene Stealer        | Riverdale | Venceu    | [ 30 ]        |
| 2018 | MTV Movie & TV Awards  | Melhor Beijo (com KJ Apa)   | Riverdale | Indicado  | [ 31 ]        |
| 2018 | People's Choice Awards | Female TV Star of 2018      | Riverdale | Indicado  | [ 32 ]        |
| 2018 | Teen Choice Awards     | Choice TV Actress Drama     | Riverdale | Indicado  | [ 33 ] [ 34 ] |
| 2018 | Teen Choice Awards     | Choice TV Ship (com KJ Apa) | Riverdale | Indicado  | [ 33 ] [ 34 ] |
| 2019 | Teen Choice Awards     | Choice TV Actress Drama     | Riverdale | Indicado  | [ 35 ]        |